# Libertador General San Martín (departement van Chaco)
Libertador General San Martín is een departement in de Argentijnse provincie Chaco. Het departement (Spaans:  departamento) heeft een oppervlakte van 7.800 km² en telt 54.470 inwoners.

## Plaatsen in departement Libertador General San Martín
- Ciervo Petiso
- General José de San Martín
- La Eduvigis
- Laguna Limpia
- Pampa Almirón
- Pampa del Indio
- Presidencia Roca